# مایرنا دل الکور
مایرنا دل الکور (به اسپانیایی: Mairena del Alcor) یک منطقهٔ مسکونی در اسپانیا است که در سبیا واقع شده‌است. مایرنا دل الکور ۶۹٫۷۲ کیلومتر مربع مساحت دارد ۱۳۵ متر بالاتر از سطح دریا واقع شده‌است.